# Bitwa o szyny

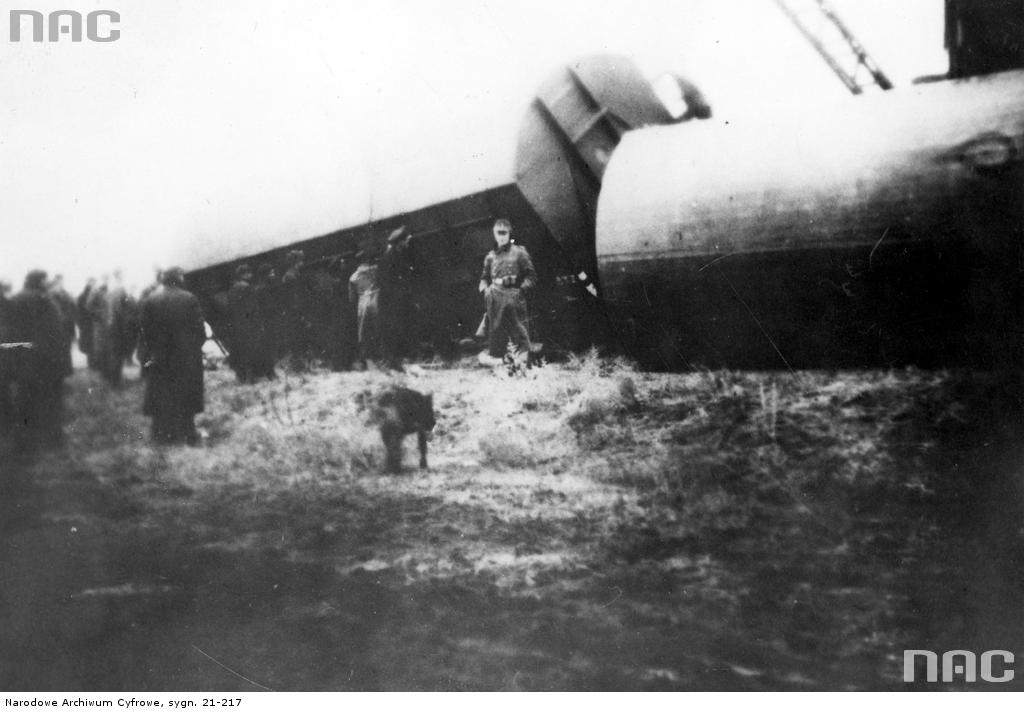
Pociąg wykolejony przez polskie podziemie w czasie II wojny światowej

Bitwa o szyny – określenie działalności dywersyjno-sabotażowej ruchów oporu w czasie II wojny światowej, skierowanej przeciwko niemieckiemu transportowi kolejowemu.

## Historia
Ruch oporu w okupowanej Europie prowadził takie działania w Polsce, Francji, ZSRR i w Jugosławii, zwłaszcza na strategicznych magistralach łączących fronty z zapleczem logistycznym. Bitwa o szyny toczyła się na zapleczu frontu wschodniego na terenie Polski i Białorusi, a jej natężenie we Francji nastąpiło w 1944 roku, w okresie inwazji w Normandii.